# Karas (biskup koptyjski)
Karas – duchowny Koptyjskiego Kościoła Ortodoksyjnego, od 2014 biskup Pensylwanii.

## Życiorys
Sakrę biskupią otrzymał 1 czerwca 2014. 11 listopada 2017 został mianowany zwierzchnikiem nowo utworzonej diecezji Pensylwanii.